# Richard Chasemore
Richard „Rich“ Chasemore (geb. vor 1988) ist ein US-amerikanischer Illustrator und Zeichner. Bekanntheit erlangte er durch seinen Vertrag mit Dorling Kindersley zur Illustration einiger Star-Wars-Sachbücher.

## Leben
1992 schloss Chasemore einen vierjährigen Lehrgang im technischen Zeichnen ab und arbeitete seitdem als Illustrator mit Spezialisierung auf Risszeichnungen. Er wurde schon von etlichen Verlagen und Werbeagenturen für Projekte engagiert und setzte dabei sowohl auf traditionelle wie auch auf digitale Medien. In St. Louis, Missouri, gab er einen Airbrushkurs und verfasste mehrere Lehrbücher über digitale Kunst, um seine Leidenschaft zum Zeichnen weiterzugeben.
Gemeinsam mit Hans Jenssen, mit dem er schon seit etlichen Jahren zusammenarbeitete, illustrierte Chasemore etliche Werke zu Star Wars. George Lucas’ Filmsaga war ihm bis dahin so gut wie unbekannt.

## Illustrationen
- Star Wars. Episode I. Die Risszeichnungen. vgs, Köln 1999, ISBN 3-8025-2702-X
- Star Wars. Angriff der Klonkrieger. Die Risszeichnungen. vgs, Köln 2002, ISBN 3-8025-2893-X
- Star Wars. Alle Welten und Schauplätze. Heel Verlag, Königswinter 2005, ISBN 3-89880-531-X
- Die Welten der Star-Wars-Trilogie. Heel Verlag, Königswinter 2005, ISBN 3-89880-405-4
- Star Wars. Die Rache der Sith. Die Risszeichnungen. vgs Egmont, Köln 2005, ISBN 3-8025-3440-9
- Star Wars. Episoden I-VI. Das Kompendium. Die Risszeichnungen. vgs Egmont, Köln 2007, ISBN 978-3-8025-3607-6
- Star Wars. The Clone Wars. Raumschiffe und Fahrzeuge. Dorling Kindersley, München 2012, ISBN 978-3-8310-2134-5
- Star Wars. Raumschiffe und Fahrzeuge. Alle technischen Details im Aufriss. Dorling Kindersley, München 2014, ISBN 978-3-8310-2481-0